# 8934 Nishimurajun
8934 Nishimurajun eller 1997 AQ12 är en asteroid i huvudbältet som upptäcktes den 10 januari 1997 av den japanska astronomen Takao Kobayashi vid Ōizumi-observatoriet. Den är uppkallad efter Jun Nishimura.
Asteroiden har en diameter på ungefär 16 kilometer.